# Paul Claudel
Paul Claudel (Villeneuve-sur-Fère, 6 agosto 1868 – Parigi, 23 febbraio 1955) è stato un poeta, drammaturgo e diplomatico francese.

## Biografia
Ultimo di quattro figli, tra cui la scultrice Camille, a causa dell'attività di alto funzionario dell'amministrazione statale svolta dal padre, è costretto a spostarsi continuamente, fino al trasferimento del 1882 della famiglia Claudel a Parigi. Resta comunque legato a Villeneuve, suo paese natale, specialmente per il rapporto con il nonno materno, morto nel 1881.
Durante la giovinezza a Parigi perde la fede ed entra in contatto con il positivismo imperante nella società dell'epoca, che però rifiuta decisamente preferendo il movimento anarchico.
Contemporaneamente si interessa alla letteratura privilegiando, fra gli altri, William Shakespeare, Dante, Fëdor Michajlovič Dostoevskij, e tra i contemporanei Émile Zola, Victor Hugo e Ernest Renan. Conosce Stéphane Mallarmé e partecipa ai suoi martedì, incontrando anche Paul Verlaine e rimanendo affascinato dalla lettura di Arthur Rimbaud, cui rimarrà sempre legato.
Durante questo periodo vive un travaglio interiore che lo porta alla conversione al cattolicesimo nel 1886. Tale avvenimento, secondo il racconto dello stesso Claudel, avviene a Notre-Dame de Paris, ascoltando il Magnificat durante la Messa di Natale. La sua vena artistica, pur se molto discontinua, si sviluppa da questo momento in poi con temi profondamente cristiani. Nel 1913, assieme alla madre, fece ricoverare coattamente la sorella Camille (all'epoca molto più famosa di lui come scultrice di genio) in un ospedale psichiatrico e non acconsentì mai alla sua liberazione, sebbene spesso consigliata da alcuni medici; nei successivi 30 anni la visiterà solo 7 volte. Camille fu sepolta, pochi giorni dopo la sua morte nel 1943, nel cimitero di Montfavet, accompagnata solamente dal personale dell'ospedale; né la famiglia, né tantomeno il fratello Paul si presentarono. I resti furono poi trasferiti in una fossa comune, il corpo non fu mai reclamato dai parenti.

Paul Claudel nel 1954

Quanto alla vita professionale, dopo aver svolto studi nel campo del diritto, lavora per il Ministero degli Esteri e intraprende la carriera diplomatica. Nel 1893 è vice-console negli USA, suo primo incarico all'estero. Da allora soggiorna in moltissimi paesi: Cina e Giappone (paesi dai quali rimane profondamente colpito), Germania, Italia, Brasile. Ritorna ancora una volta negli Stati Uniti nel 1927, come ambasciatore. 
L'ultimo suo incarico è a Bruxelles. Nel 1935 si congeda dal lavoro. 
La sua movimentata carriera non gli impedisce di avere una famiglia: nel 1906 si sposa con Regina Perrin, dalla quale avrà sei figli (quattro femmine e due maschi). Una sua nipote, Dominique, fu fidanzata di Vittorio Emanuele di Savoia.
Nell'arco della sua vita si occupa di molti campi del sapere, pubblicando scritti anche di politica, scienza, letteratura e arte.
Nel 1946 viene eletto accademico di Francia. Muore nel 1955, all'apice del successo, a causa di una crisi cardiaca. Il suo epitaffio, scritto da lui stesso, recita "Qui riposano i resti e la semenza di Paul Claudel".

## Opere
Scrisse varie opere poetiche e teatrali, ma il lavoro cui dedicò tutta la vita fu L'annuncio a Maria, un dramma di cui presentò innumerevoli stesure fra il 1892 e il 1948. La vicenda è quella della giovane Violaine, della sua famiglia e dei suoi affetti, a partire dal momento in cui il padre Anna Vercors parte in pellegrinaggio per la Terra santa. L'opera tratta di amore, di fede, e del ruolo delle vicende umane in rapporto alla totalità di ciò che esiste.
Negli anni della prima guerra mondiale le sue raccolte poetiche intitolate Poèmes de guerre e Corona benignitatis Anni Dei precisarono in modo chiaro la chiave espressiva di Claudel, ossia il versetto equidistante sia dalle libertà del verso libero sia dalle regole classiche, ma che seguiva il ritmo e gli elementi psicologici.
Della sua numerosa produzione artistica, vanno citati inoltre anche La scarpina di raso (1925) per la drammaturgia e Cinque grandi odi (1901-1905) per la poesia.
Se le sue liriche sono state anche criticate per l'oscurità simbolista, per la sicurezza dogmatica religiosa, la sua opera, complessivamente resta pur sempre suggestiva.
Il suo lavoro viene focalizzato intorno a due punti di riferimento ben precisi: Dio e l'uomo peccatore o santo. Con uno stile talvolta sfiorante l'oratoria, Claudel approfondisce
il rapporto tra il divino ed il mondo arrivando alla conclusione di un necessario atto di accettazione e di rispetto nei confronti di Dio.
L'Arte di Claudel è primitiva e continua, lo stesso poeta dice la sua Arte Poetica fondata sulla metafora cioè «la parola nuova, l'operazione che risulta dalla sola esistenza congiunta e simultanea di due cose differenti» «La metafora è l'annotazione della novità, perché è la notazione di un accostamento fuggitivo mai ancora realizzato, una prima coincidenza sorpresa e fissata.Fare una metafora è esprimere l'incontro di due esseri le cui vie nel resto del tempo divergono, è registrare la loro com-posizione istantanea nell'accordo infinito. La metafora volgare unisce, in modo artificiale, due termini somiglianti».

### Elenco delle opere
- Œuvres complètes, Gallimard, Bibliothèques de la Pléiade, Paris 1962-1965
- L'annuncio a Maria, Vita e Pensiero, Milano 1931. Roma, Logos, 2015, traduzione di Luigi Castiglione.
- Presenza e Profezia, Edizioni di Comunità, Ivrea 1947, traduzione di Sandro Penna.
- Giovanna d'Arco al rogo, Fussi - Sansoni, Firenze 1951. Logos, Roma, 1986, Edizione bilingue a cura di Luigi Castiglione.
- Il baratto, Schwarz Editore, Milano, 1957 (L'Échange, Mercure de France, Paris, 1947)
- Testa d'oro, Schwarz Editore, Milano, 1959 (Tête d'Or, Mercure de France, Paris, 1948)
- Il pane duro - Destino a mezzogiorno, Massimo, Milano 1963
- La messa, laggiù, Edizioni Borla, Torino 1964. Logos, Roma, 2015, traduzione di Luigi Castiglione.
- L'ostaggio - Il padre umiliato, Massimo, Milano 1965
- Cinque grandi odi, Ed. Paoline, Torino 1969. Logos, Roma, 1988, Edizione bilingue a cura di Luigi Castiglione.
- La scarpina di raso, Massimo, Milano 1978
- La città, Città Armoniosa, Reggio Emilia 1980
- Conoscenza dell'est, Città Armoniosa, Reggio Emilia 1980
- L'uccello nero del sol levante, Il Cerchio, Rimini 1996. ISBN 88-86583-13-3
- Crisi di mezzogiorno (Partage de midi)
- La vergine a mezzogiorno (La vierge à midi)